# Hoffmann-von-Fallersleben-Straße (Weimar)

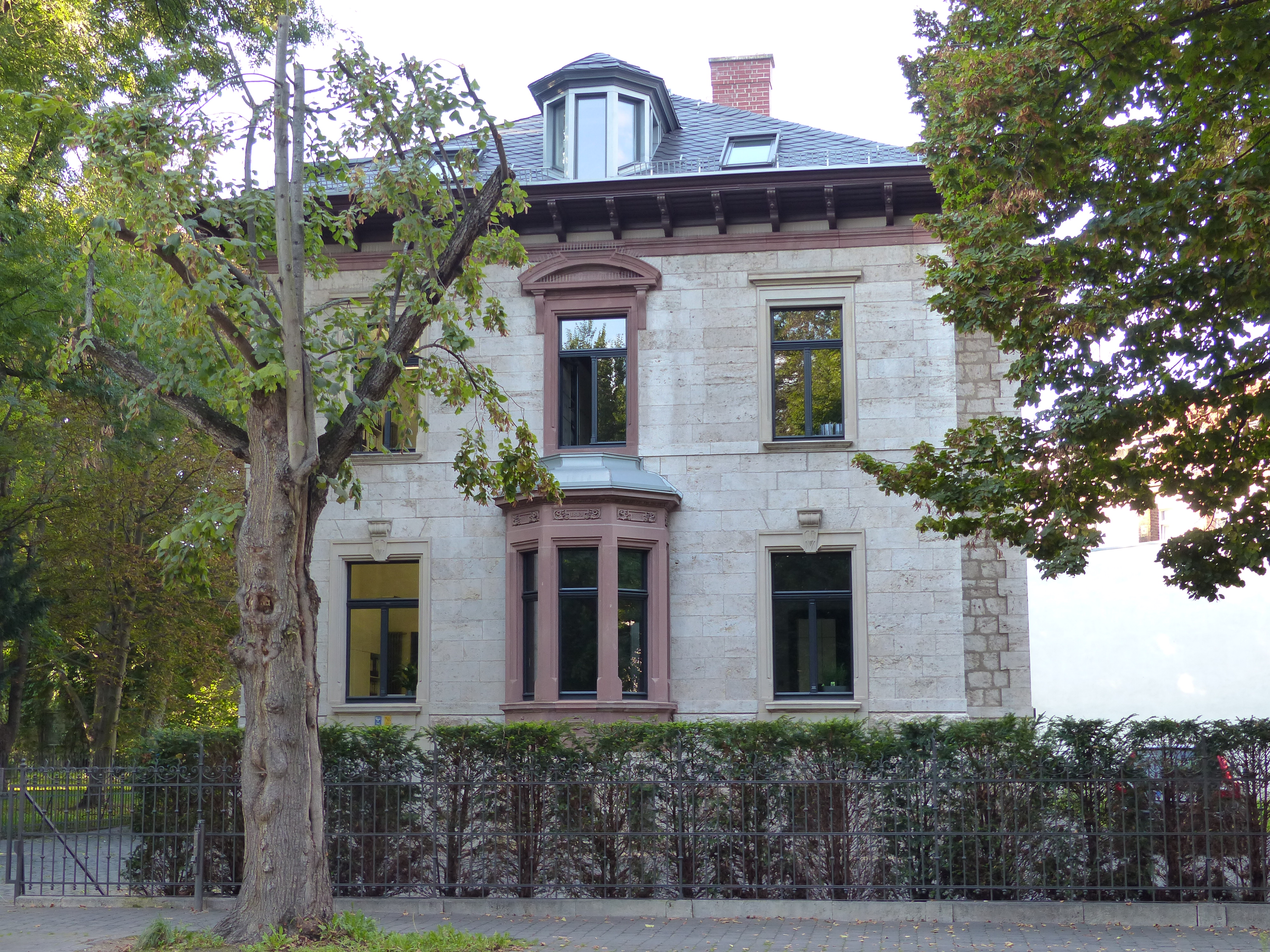
Hoffmann-von-Fallersleben-Straße 2

Die Hoffmann-von-Fallersleben-Straße, einst Teil der Lottenstraße, benannt nach der Lottenmühle und dem Lottenbach, ist eine Straße in der Weimarer Westvorstadt. Am 20. Mai 1933 wurde ein Teil der Lottenstraße in die Hoffmann-von-Fallersleben-Straße umbenannt. Ausgehend in Altstadtnähe beginnt sie von der Erfurter Straße an dem von Clemens Wenzeslaus Coudray errichteten Torhaus an der Erfurter Straße und endet am August-Frölich-Platz. Bei den Umbauarbeiten 1964 wurde die Verbindung zur Erfurter Straße geschlossen.
Die wichtigste verkehrstechnische Aufgabe dieser relativ kurzen Anliegerstraße ist die des Busbahnhofes. Unmittelbar am Torhaus in der Erfurter Straße befindet sich dessen Wendeschleife. Die Weimarer nennen den Busbahnhof, worin sich ein Imbiss befand, liebevoll „Gummibahnhof“.
Die nach dem Schriftsteller August Heinrich Hoffmann von Fallersleben benannte Straße steht auf der Liste der Kulturdenkmale in Weimar (Sachgesamtheiten und Ensembles). Zudem steht die Villa mit Grundstück Hoffmann-von-Fallersleben-Straße 2 auf der Liste der Kulturdenkmale in Weimar (Einzeldenkmale). Wohnhaft in Weimar war Hoffmann von Fallersleben indes in der Leibnizallee 4. Der andere Teil der Lottenstraße in Weimar (ab dem August-Frölich-Platz stadtauswärts) wurde erst am 12. September 1954 in die nach dem „Prediger von Buchenwald“, dem evangelischen Pfarrer Paul Schneider benannte Paul-Schneider-Straße umbenannt. Sie hat auch bezüglich der Vorgeschichte des Thüringer MfS ihre dunkle Seite. In der damaligen Lottenstraße 52 hatte die sowjetische Besatzungsmacht eine Gefangenenanstalt. In der Hoffmann-von-Fallersleben-Straße 4 hat das Informations- und Dokumentationszentrum in Weimar der Paul-Schneider-Gesellschaft e.V. seinen Sitz.